# Adamos Adamou
Adamos Adamou este un om politic cipriot, membru al Parlamentului European în perioada 2004-2009 din partea Ciprului. 
membru al Partidului Progresist al Muncitorilor AKEL.
1. 1 2 3 4 5 6 7 8 9  http://archive.fo/YwpLK ADAMOU Adamos Verificați valoarea |archive-url= (ajutor) (în engleză), Camera Reprezentanților[*], arhivat din original la 5 iulie 2019, accesat în 5 iulie 2019
2. ↑  Οι Πρόεδροι της Βουλής των Αντιπροσώπων από το 1960 έως σήμερα (în greacă), Camera Reprezentanților[*], arhivat din original la 28 iunie 2019, accesat în 28 iunie 2019
3. ↑  https://archive.is/3yW0q Adamos Adamou elected 12th President of the House of Representatives Verificați valoarea |archive-url= (ajutor) (în greacă), Phileleftheros[*], arhivat din original la 23 octombrie 2020, accesat în 23 octombrie 2020
4. ↑  https://archive.is/on0JH Εξελέγη νέος πρόεδρος της βουλής ο Α. Αδάμου Verificați valoarea |archive-url= (ajutor) (în greacă), 23 octombrie 2020, arhivat din original la 23 octombrie 2020, accesat în 23 octombrie 2020
5. ↑  https://archive.is/qmEan Εκλογές 22ας Μαΐου 2016 Verificați valoarea |archive-url= (ajutor) (în greacă), Camera Reprezentanților[*], arhivat din original la 23 octombrie 2020, accesat în 23 octombrie 2020
6. ↑  http://archive.fo/gKh6y Εκλογές 22ας Μαΐου 2011 Verificați valoarea |archive-url= (ajutor) (în greacă), Camera Reprezentanților[*], arhivat din original la 30 iunie 2019, accesat în 30 iunie 2019
7. ↑  http://archive.fo/gJYiw Εκλογές 27ης Μαΐου 2001 Verificați valoarea |archive-url= (ajutor) (în greacă), Camera Reprezentanților[*], arhivat din original la 1 iulie 2019, accesat în 1 iulie 2019
8. ↑  „Adamos ADAMOU”, Deputații în Parlamentul European (în greacă), Parlamentul European, arhivat din original la 5 iulie 2019, accesat în 5 iulie 2019
9. ↑  http://archive.fo/WjGj7 Αδάμου Αδάμος Verificați valoarea |archive-url= (ajutor) (în greacă), Partidul Progresist al Muncitorii Poporului[*], arhivat din original la 5 iulie 2019, accesat în 5 iulie 2019